# Werner Best

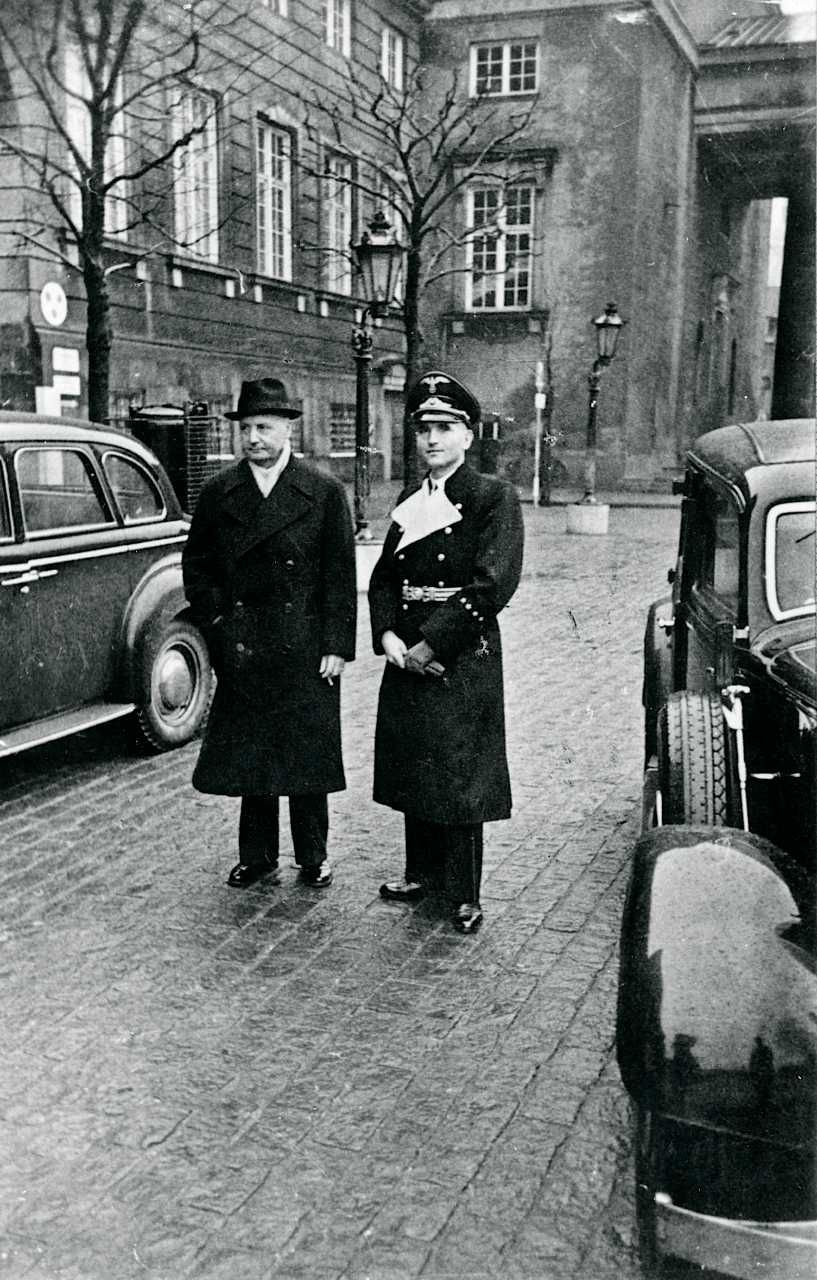
Werner Best (till höger) tillsammans med Erik Scavenius, dansk statsminister. Fotografi från den 6 februari 1943.

Karl Rudolf Werner Best, född 10 juli 1903 i Darmstadt, död 23 juni 1989 i Mülheim an der Ruhr, var en tysk promoverad jurist och nazistisk politiker. Han var riksbefullmäktigad i det av Nazityskland ockuperade Danmark från november 1942 till maj 1945.

## Biografi
Från 1921 till 1924 studerade Best rättsvetenskap vid universiteten i Frankfurt am Main, Freiburg, Giessen och Heidelberg. Han disputerade 1927 på avhandlingen Zur Frage der "Gewollten Tarifunfähigkeit" .
Best inträdde i Nationalsocialistiska tyska arbetarepartiet (NSDAP) 1930. Följande år blev han medlem av Schutzstaffel (SS) 
År 1931 blev han avskedad i samband med offentliggörandet av de så kallad Boxheimdokumenten som han hade författat och som innehöll planer på ett statskuppsförsök. Avslöjandet blev pinsamt för NSDAP som hävdade sig arbeta utifrån att med demokratiska medel nå makten och respektera den demokratiska processen. Best ställdes inför rätta för högförräderi, men processen drog ut på tiden och inställdes efter ett år.
Vid Hitlers maktövertagande 1933 blev han tillförordnad chef för den hessiska polisen och några månader senare polispresident i Hessen. I september 1933 förflyttades han till högsta SS-ledningens säkerhetstjänst. Tillsammans med bland andra Reinhard Heydrich sammanställde Best listan över dem som skulle arresteras under de långa knivarnas natt 1934. År 1935 utnämndes han till Oberregierungsrat och chef för Gestapos avdelning A och därigenom en av Heinrich Himmlers närmaste medarbetare. När Nazitysklands säkerhetsministerium Reichssicherheitshauptamt (RSHA) grundades i september 1939, blev Best chef för dess Amt I (avdelning I) med ansvar för Sicherheitsdienst:s (SD) personal och administration. Han blev tillika Heydrichs ställföreträdare.
I november 1942 utnämndes Best till riksbefullmäktigad (tyska Reichsbevollmächtigter) i det av Nazityskland ockuperade Danmark. I en festskrift till Himmler 1941 gav Best tydligt uttryck för sitt stöd den nazistiska utrotningspolitiken med formuleringen "Historien har utvisat, att förintelse och bortförande av främmande folk ej strider mot livslagarna, om det sker fullständigt". Trots det uppträdde han mycket försiktigt på sin position som riksbefullmäktigad i Danmark och kom därigenom i konflikt med den mer hårdföre militärbefälhavaren Hermann von Hanneken och den tyske polischefen i Danmark Günther Pancke. Även sedan undantagstillstånd förklarats i Danmark och regeringen förklarats avsatt förordade han moderation. Best uppnådde tjänstegraden Obergruppenführer 1944.
Efter andra världskriget arresterades Best av allierade styrkor, och ställdes inför rätta i Danmark. Undersökningar visade att han för egen räkning årligen plockat ut 12 miljoner kronor ur danska riksbanken. Han dömdes 1948 till döden, men straffet omvandlades till 12 års fängelse. Han frisläpptes dock redan 1951.

## Populärkultur
Werner Best förekommer i Jonathan Littells historiska roman De välvilliga, och i Elisabet Nemerts Vargarnas tid.

## Befordringshistorik
| Datum            | Tjänstegrad            |
| ---------------- | ---------------------- |
| 22 juni 1933     | SS-Untersturmführer    |
| 9 november 1933  | SS-Obersturmführer     |
| 15 december 1933 | SS-Hauptsturmführer    |
| 15 juni 1934     | SS-Sturmbannführer     |
| 4 juli 1934      | SS-Obersturmbannführer |
| 20 april 1935    | SS-Standartenführer    |
| 9 november 1936  | SS-Oberführer          |
| 20 april 1939    | SS-Brigadeführer       |
| 9 november 1942  | SS-Gruppenführer       |
| 20 april 1944    | SS-Obergruppenführer   |

## Utmärkelser
- Krigsförtjänstkorset av första klassen med svärd
- Krigsförtjänstkorset av andra klassen med svärd
- NSDAP:s partitecken i guld
- NSDAP:s tjänsteutmärkelse i silver
- NSDAP:s tjänsteutmärkelse i brons
- SS tjänsteutmärkelser
- SA:s idrottsutmärkelse
- SS Hederssvärd
- SS-Ehrenring (Totenkopfring)